# Керкіс Юлій Якович
Юлій Якович Керкіс (нар. 4 (17) лютого 1907, Київ Російська імперія — 30 січня 1977, СРСР) — радянський генетик і селекціонер, родом з Києва. Працював разом з Миколою Вавіловим і Германом Мьолером. Неодноразово піддавався тиску радянської влади і спецслужб. У часи домінування «мічуринської біології» працював у вівчарському радгоспі в Таджикистані. Пізніше завідував лабораторією в Інституті під керівництвом Миколи Дубініна.

## Біографія
Народився в Києві в родині адвоката Якова Родіоновича Керкіса. Мати — Роза Самуїлівна. 
В 1925 році, у віці 18 років, працював нештатним постійним співробітником Зоологічного музею ВУАН у Києві, де займався технічним упорядкуванням ентомологічних колекцій і провів перші наукові дослідження, щодо генітального апарату клопів, за результатами яких того ж року було підготовлено та надіслано рукопис статті в «Zoologischer Anzeiger», який було опубліковано в 1931 році, а також ще одну статтю на цю тему було опубліковано в 1926 році в російському журналі.
Завдяки ранньому знайомству з Феодосієм Добжанським зацікавився біологією, зокрема ентомологією. За його рекомендацією переїхав до Ленінграду, де деякий час працював препаратором у Зоологічному інституті. У 1926 Юлій поступив до природничого відділення фізико-математичного факультету Ленінградського університету. У тому ж році вийшла його перша наукова стаття, присвячена будові статевого апарату водяних клопів. Вчився на кафедрі генетики під керівництвом професора Юрія Філіпченка. Після закінчення університету Юрій Філіпченко запросив Керкіса на посаду молодшого наукового співробітника у новостворену лабораторію генетики АН СРСР. Невдовзі Філіпченко помер, а лабораторію очолив Микола Вавілов.
Вавілов сприяв створенню групи генетики дрозофіли, яку очолив Керкіс. 1932 року лабораторію було переформовано у Інститут генетики АН СРСР. У 1933 році до інституту приїхав Герман Мьоллер, для якого було створено лабораторію гену і мутагенезу. Юлій Керкіс перейшов працювати до Мьоллера, вивчаючи закономірності мутагенезу. У 1934 за роботи щодо залежності формування гонад дрозофіли під дією змін температури, які були опубліковані в німецьких журналах, Юрію було присвоєно ступінь кандидата біологічних наук.
У 1933 році Керкіса вигликали до ОГПУ і взяли підписку про співробітництво. Від нього вимагали доносити на співробітників Інституту генетики. Проте Керкіс порушив підписку, розповів про виклики дружині і Вавілову, а також відмовлявся давати неправдиві свідоцтва про Мьоллера, Вавілова, інших співробітників. Після переїзду інституту до Москви у 1934 році Вавілов і Керкіс сподівались, що виклики припиняться, проте вони продовжувались. Тоді за порадою Вавілова Юлій влаштував скандал і домігся, щоб його перестали викликати до «органів».
Під час ленінградського періоду Керкіс викладав генетику і селекцію у Ленінградському сільгосптехнікумі, у Ленінградському педагогічному інституті ім. Бубнова, в Інституті вдосконалення лікарів
У 1937—1941 роках за завданням Миколи Вавілова вивчав зміни у томатах при щепленні за методом Трофима Лисенка. У 1940 році після арешту Вавілова Лисенко очолив Інститут генетики й одразу почав тиск на Керкіса. Проти Юрія було висунуте звинувачення у залишенні робочого місця на 50 хвилин раніше за кінець робочого дня, але суд виправдав його. Тим не менш Керкіса було звільнено з інституту. У травні-червні 1941 року Юлій працював у Зоологічному інституті АН СРСР.
Під час радянсько-німецької війни родина Керкіса евакуювалася у Сталінабад, столицю Таджицької РСР, де Юлій намагався влаштуватися на роботу у філіал Зоологічного інституту. Проте йому дали лише маленьку будку як житло без оплати роботи. Восени дружина Наталія почала працювати асистентом Сталінабадського медичного інституту, тому родина переїхала до більшої кімнати. У листопаді 1941 року Керкіс знайшов роботу зоотехніка у Державному племінному розсаднику гісарських овець у селищі Шахрінау в 42 км від Сталінабаду. Там він працював до 1949 року. У вересні 1948 року після так званої «мічуринської сесії ВАСГНІЛ» Керкіса було піддано критиці і переслідуванням за сповідування принципів класичної генетики. ЦК Компартії Таджицької РСР вимагало від нього зректися поглядів Вавілова і Мюллера, його вчителів. Коли Керкіс відмовився, над ним нависла небезпека звільнення. Проте зусиллями сільгоспвідділу ЦК його оголосили прибічником ідей Лисенка і дали йому спокій. 1949 року Керкіса було призначено директором радгоспу «Гіссар». Паралельно з 29 грудня 1949 року по 24 лютого 1954 він працював у НДІ тваринництва і ветеринарії.
У серпні 1957 перейшов на роботу до новоствореного Інституту цитології і генетики Сибірського відділення АН СРСР у Новосибірську спочатку на посаду вченого секретаря, пізніше — заступника директора. З 1958 до 1977 року керував лабораторією радіаційної генетики цього інституту.
З 1967 року - професор кафедри загальної біології Новосибірського державного університету. Читав курс загальної генетики.
Помер у 1977 році.

### Родина

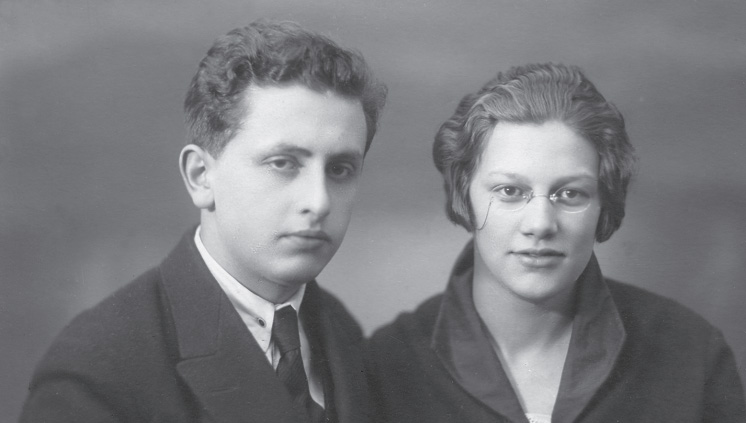
Юлій Керкіс і Наталія Заварзіна (1928)

Дружина — Наталя Олексіївна Заварзіна, донька гістолога академіка Олексія Заварзіна. Син Олексій (1940-2000) - фізик, співробітник президіума Сибірського відділення РАН. Донька Тетяна.

## Науковий внесок
У студентські роки вивчав будову статевої системи клопів. Пізніше досліджував формування гонад у дрозофіли. Досліджував мутагенез у рослин і тварин. Вперше поставив питання різниці між викликаними і спонтанними мутаціями. Разом з математиком Олексієм Ляпуновим перевірив успадкування ознак за законами Менделя.
Перебуваючи у Таджикистані проводив практичні дослідження з генетики вівчарства.
Пізніше вивчав радіаційний мутагенез, вплив фізіологічних змін концентрацій гормонів на появу нових мутацій в геномі людини і ссавців. Досліджував проблему накопичення генетичного вантажу в людських популяціях.
Член багатьох редакційних колегій наукових журналів. Заступник голови сибірського відділення Всесоюзного товариства генетиків і селекціонерів ім. М.І. Вавілова.

## Нагороди
Нагороджений медаллю «За доблесну працю» і орденом «Знак Пошани».

### Наукові статті

#### 1926–1941
- Керкис Ю. К познанию внутреннего полового аппарата водных Hemiptera-Heteroptera // Русское энтомологическое обозрение. 1926. Т. 20. С. 296–307.
- Kerkis J. Vergleichende Studien über die Variabilität der Merkmale des Geschlechts-apparats und der äußeren Merkmale bei Eurygaster integricers Put // Zoologischer Anzeiger. 1931. B. 93. H. 5/6. Z. 129–143.
- Керкис Ю. Я. О скорости роста гонады у Drosophila melanogaster(Постановка вопроса) // Тр. лаб. генетики АН СССР. 1932. № 9. С. 217–233.
- Kerkis, J. (1933). Einfluss der Temperatur auf die Entwicklung der Hybriden von Drosophila melanogaster x Drosophila simulans. Wilhelm Roux' Archiv fur Entwicklungsmechanik der Organismen. 130 (1): 1—10. doi:10.1007/BF00596554. ISSN 0949-944X.
- Керкис Ю. Я. Развитие половых желез у межрасовых гибридов Drosophila pseudoobscura// Докл. АН СССР. Новая серия. 1934. Т. 3. № 8/9. С. 640–645.
- Керкис Ю. Я. О причинах стерильности (бесплодия) межвидовых гибридов животных // Докл. АН СССР. 1934. Т. 3. № 1. С.
- Керкис Ю. Я. К познанию механизма развития триплоидной интерсексуальности у Drosophila melanogaster// Докл. АН СССР. Новая серия. 1934. Т. 3. № 4. С. 288–294.
- Керкис Ю. Я. Экспериментальное изменение хромосом как метод генетических исследований // Тр. по прикладной ботанике, генетике и селекции. 1934. Серия 2. № 6. С. 223–236.
- Керкис Ю. Я. Гибридизация Drosophila melanogaster и Drosophila simulans в связи с вопросом о причинах стерильности межвидовых гибридов животных // Докл. АН СССР. Новая серия. 1934. Т. 1. № 1. С. 1-6.
- Керкис Ю. Я. Гибридизация Drosophila melanogaster и Drosophila simulans в связи с вопросом о причинах стерильности межвидовых гибридов животных // Тр. Ин-та генетики АН СССР. 1935. № 1. С. 83-117.
- Керкис Ю. Я. Влияние токов высокой частоты на возникновение мутаций у Drosophila melanogaster// Тр. Ин-та генетики АН СССР. 1935. № 10. С. 223–226.
- Керкис Ю. Я. Структура хромосом в клетках слюнных желез Diptera и ее генетическое значение // Архив анатомии, гистологии и эмбриологии (Ленинград). 1935. Т. 14. № 2. С. 251–266.
- Керкис Ю. Я. О возникновении мутаций в половых клетках при рентгенизации сомы Drosophila melanogaster// Докл. АН СССР. Новая серия. 1935. Т. 1. № 1. С. 55-61.
- Kerkis, Julius (1936). Chromosome Conjugation in Hybrids between Drosophila melanogaster and Drosophila simulans. The American Naturalist. 70 (726): 81—86. doi:10.1086/280642. ISSN 0003-0147.
- Керкис Ю. Я. Причины неполной коньюгации хромосом у гибридов Drosophila melanogaster и Drosophila simulans// Изв. АН СССР. Сер. биол. 1937. С. 459–468.
- Керкис Ю. Я. О механизме генетического эффекта Х-лучей // Тр. Института генетики АН СССР. 1937. № 11. С. 125–136.
- Керкис Ю. Я. О возможности сенсибилизации генов // Изв. АН СССР, Сер. биол. 1938. № 5/6. С. 67-74.
- Керкис Ю. Я. Идентичны ли спонтанный мутационный процесс и вызываемый действием Х-лучей // Изв. АН СССР. Сер. биол. 1938. № 5/6. С. 1037–1050.
- Керкис Ю. Я. Частота мутаций, влияющая на жизнеспособность Drosophila melanogaster// Изв. АН СССР. Сер. биол. 1938. 1. С. 75-96.
- Керкис Ю. Я. Конференция по междувидовой гибридизации // Усп. соврем. биологии. 1938. Т. 8. Вып. 3. С. 515–522.
- Керкис Ю. Я. Новейшая попытка использовать генетику против дарвинизма (Гериберт Нильсон) // Усп. соврем. биологии. 1938. Т. 9. Вып. 1. С. 137–147.
- Керкис Ю. Я. Влияние температуры ниже 0˚ на мутационный процесс и некоторые соображения о причинах спонтанного мутационного процесса // Докл. АН СССР. 1939. Т. 24. № 4. С. 388–390.
- Керкис Ю. Я. О природе так называемых инертных районов хромосом в связи с проблемой структуры хромосом // Докл. АН СССР. 1939. Т. 22. № 9. С. 612–614.
- Керкис Ю. Я. Линейные структуры в хромосомах растений // Природа. 1939. № 7. С. 74.
- Керкис Ю. Я. Физиологические изменения в клетке, как причина мутационного процесса // Усп. соврем. биологии. 1940. Т. 12. № 1. С. 143–159.
- Керкис Ю. Я., Ляпунов А. А. О расщеплении гибридов // Докл. АН СССР. 1941. Т. 31. № 1. С. 43-46.
- Керкис Ю. Я., Пигулевская Н. Н. О взаимодействии томата (Lycopersicum esculentum) и дурмана (Datura stramonium) при прививках // Докл. АН СССР. 1941. Т. 32. № 7. С. 505–508.

#### 1959–1977
- Керкис Ю. Я., Роничевская Г. М., Рукавишников Ю. М. О цитогенетическом действии малых доз ионизирующей радиации у млекопитающих // Докл. АН СССР. 1959. Т. 128. № 2. С. 397–399.
- Керкис Ю. Я., Роничевская Г. М. Влияние генотипа организма на чувствительность ядерного аппа-рата к малым дозам ионизирующей радиации // Межвузовская конференция по экспериментальной генетике. Тез. докл. Л., 1961. С. 71.
- Дубинин Н. П., Керкис Ю. Я., Лебедева Л. И. Экспериментальный анализ действия радиации на ядра клеток в культуре эмбриональных тканей человека // Докл. АН СССР. 1961. Т. 138. № 5. С. 1212–1215.
- Керкис Ю. Я., Роничевская Г. М. Зависимость чувствительности ядерного аппарата млекопитающих к малым дозам ионизирующей радиации от генотипа животных // Радиобиология. 1961. Т. 1. Вып. 4. С. 527–534.
- Керкис Ю. Я., Лебедева Л. И., Осетрова Т. Д. Об общей радиационной чувствительности организмов и чувствительности хромосомного аппарата в клетках in vitro// Докл. АН СССР. 1962. Т. 144. № 5. С. 1165–1167.
- Дубинин Н. П., Арсеньева М. А., Керкис Ю. Я. Генетические последствия влияния малых доз радиации на человека // Радиационная генетика: Сб. работ. М.: Изд-во АН СССР, 1962. С. 5-23.
- Дубинин Н. П., Керкис Ю. Я., Лебедева Л. И. Эффект малых доз радиации на хромосомные перестройки при облучении клеток в культурах эмбриональных тканей человека // Радиационная генетика: Сб. работ. М.: Изд-во АН СССР, 1962. С. 39-49.
- Керкис Ю. Я., Роничевская Г. М., Рукавишников Ю. М., Науменко Ю. Н. Генетическая радиочувствительность половых и соматических клеток разных видов млекопитающих // Радиационная генетика: Сб. работ. М.: Изд-во АН СССР, 1962. С. 91-97.
- Керкис Ю. Я., Роничевская Г. М., Науменко Ю. Н. Влияние генотипа организма на чувствительность ядерного аппарата к малым дозам ионизирующей радиации // Радиационная генетика: Сб. работ. М.: Изд-во АН СССР, 1962. С. 110–114.
- Керкис Ю. Я. Радиация как одна из возможных причин канцерогенеза // Изв. СО АН СССР. 1962. № 10. С. 125–136.
- Керкис Ю. Я., Логвинова В. В. Влияние гормонов надпочечника на радиационную чувствительность хромосомного аппарата в эпителиальных клетках роговицы мыши // Докл. АН СССР. 1963. Т. 152. № 4. С. 992–994.
- Лебедева Л. И., Осетрова Т. Г., Керкис Ю. Я. Сравнительная радиочувствительность наследственных структур клеток млекопитающих in vitro// Докл. АН СССР. 1963. Т. 152. № 5. С. 1225–1226.
- Керкис Ю. Я. О мутационной теории старения организмов // Бюл. МОИП. Отд. биол. 1963. Т. 68. № 2. С. 126–129.
- Лебедева Л. И., Осетрова Т. Г., Керкис Ю. Я. Сравнительная радиочувствительность наследственных структур клеток млекопитающих in vitro// Докл. АН СССР. 1963. Т. 152. № 5. С. 1225–1226.
- Kerkis J.J. On intracellular (chromosomal) and organismal mechanisms of control in mammalian radiosensitivity // Genetics Today. V. 1. London, N.Y.: Pergamon Press, 1963. 5.74. P. 81.
- Керкис Ю. Я., Науменко Ю. Н. Радиозащитное действие β-аминоэтилизотиурония Br.H Br (АЭТ) на наследственные структуры различных тканей млекопитающих // Радиобиология. 1964. Т. 4. Вып. 2. С. 221–225.
- Керкис Ю. Я., Свердлов А. Г., Яснова Л. Н., Урженко А. В. О возможности дистанционного мутагенного действия ионизирующей радиации у млекопитающих // Радиобиология. 1964. Т. 4. Вып. 6. С. 847–853.
- Керкис Ю. Я. О некоторых явлениях в биологии оплодотворения томатов и об их значении для генетической работы с этим объектом // Бюл. Моск. Об-ва испытателей природы. Отд. биологии. 1965. Т. 70. (2). С. 126–131.
- Осетрова Т. Д., Керкис Ю. Я., Лебедева Л. И., Морозова Л. М. Сравнительная радиочувствительность ядерного аппарата клеток млекопитающих in vivo и in vitro// Генетика. 1965. № 4. С. 74-79.
- Керкис Ю. Я., Яснова Л. Н., Урженко А. В. Мутагенное действие экстрактов из различных органов облученных мышей // Генетика. 1965. № 6. С. 110–114.
- Лебедева Л. И., Ермолаев В. К., Керкис Ю. Я. Эффект хранения облученных семян гороха при темпе-ратуре −196 °С // Докл. АН СССР. 1966. Т. 169. № 6. С. 1449–1451.
- Керкис Ю. Я., Столбова Н. Г. Исследование мутагенного действия N-нитрозо-N-метилмочевины на эмбриональные фибробласты человека // Генетика. 1966. № 9. С. 170–172.
- Осетрова Т. Д., Керкис Ю. Я., Морозова Л. М. Радиочувствительность ядерного аппарата клеток разных органов эмбрионов млекопитающих // Генетика. 1966. № 12. С. 66-77.
- Керкис Ю. Я., Раджабли С. И. Возрастная изменчивость кариотипа в соматических клетках человека // Цитология. 1966. № 8. С. 282–285.
- Kerkis, Ju. Ja.; Jasnova, L. N. (1967). Distant Mutagenic Effects of Ionizing Radiation in Mammals. Nature. 215 (5108): 1403—1405. doi:10.1038/2151403a0. ISSN 0028-0836.
- Ермолаев В. К., Лебедева Л. И., Керкис Ю. Я. Сравнительное изучение свободных радикалов и радиочувствительности семян // Изв. СО АН СССР. Сер. биол.-мед. 1967. Вып. 1. №. 5. С. 147–154.
- Керкис Ю. Я., Раджабли С. И., Поспелова Т. В., Высоцкая Л. М. О причинах возрастного увеличения анеуплоидии в лейкоцитах человека // Генетика. 1967. № 4. С. 137–141.
- Керкис Ю. Я., Саблина О. В., Раджабли С. И., Бочаров Е. Ф. Исследование хромосомных нарушений в лейкоцитах периферической крови больных острым эпидемическим гепатитом // Генетика. 1967. № 5. С. 85-94.
- Логвинова В. В., Керкис Ю. Я. Влияние адреналэктомии на радиочувствительность хромосом в клетках эпителия роговицы и костного мозга крыс линии Вистар // Генетика. 1967. № 7. С. 48-50.
- Керкис Ю. Я. Актуальные задачи радиационной генетики млекопитающих и человека // Вестник АН СССР. 1967. № 12. С. 17-23.
- Керкис Ю. Я. Современное состояние проблемы радиочувствительности и некоторые направления исследований в этой области // Радиобиология. 1967. Т. 7. Вып. 2. С. 251–257.
- Kerkis Ju.Ja., Sablina O.V., Radjabli S.I., Bocharov E.F. Chromosome abnormalities in peripheral leukocytes of hepatitis patients // The Human Chromosomes Newslett. 1967.
- Лебедева Л. И., Керкис Ю. Я., Мягкая Т. Т. Зависимость развития облученных семян от темпе-ратуры проращивания // Радиобиология. 1968. Т. 8. Вып. 2. С. 293–298.
- Осетрова Т. Д., Керкис Ю. Я. Радиочувствительность хромосом в клетках разных органов эмбрионов мышей линии BALB, C57Bl и реципрокных гибридов // Генетика. 1968. Т. 4. № 8. С. 58-62.
- Осетрова Т. Д., Морозова Л. М., Керкис Ю. Я. Радиочувствительность хромосом в эмбриональных фибробластах in vivo и in vitro у разных видов и линий млекопитающих // Генетика. 1968. Т. 4. № 10. С. 85-91.
- Керкис Ю. Я., Яснова Л. Н., Урженко А. В. Действие водно-солевых экстрактов из тканей мышей на предварительно облученные наследственные структуры // Докл. АН СССР. 1969. Т. 186. № 1. С. 195–197.
- Жданова Н. С., Саблина О. В., Керкис Ю. Я. Влияние вируса осповакцины на хромосомный аппарат клеток первичной культуры эмбриональных фибробластов человека // Генетика. 1970. Т. 6. № 1. С. 151–156.
- Керкис Ю. Я., Жданова Н. С., Поспелова Т. В. и др. Изменчивость кариотипа детей и родителей в норме и при некоторых врожденных аномалиях // Генетика. 1970. Т. 6. № 7. С. 150–156.
- Керкис Ю. Я., Ильинских Н. Н., Казначеев В. П. и др. Влияние стрептолизина-О на возникновение хромосомных аберраций в культуре эмбриональных фибробластов человека // Генетика. 1970. Т. 6. № 8. С. 170–174.
- Лебедева Л. И., Керкис Ю. Я., Мягкая Т. Т. Влияние старения семян на спонтанные и радиационные перестройки хромосом // Генетика. 1970. Т. 6. № 11. С. 145–148.
- Логинова В. В., Керкис Ю. Я., Попова И. А. Анеуплоидия в клетках костного мозга крыс после инъекции гидрокортизона // Цитология. 1970. Т. 12. № 12. С. 1579–1582.
- Керкис Ю. Я., Скорова С. В. Мутагенный эффект иммунологического стресса при тканевой несовместимости у мышей // Генетика. 1971. Т. 7. № 11. С. 70-74.
- Логвинова В. В., Керкис Ю. Я. Радиочувствительность хромосом крыс Вистар, резистентных и чувствительных к звуку // Радиобиология. 1971. Т. 11. № 5. С. 696–670.
- Исакова Г. К., Экштат Б. Я., Керкис Ю. Я. Об изучении мутагенного действия химических веществ при гигиеническом нормировании // Гигиена и санитария. 1971. № 11. С. 9-13.
- Kerkis, J; Skorova, S (1973). Humoral factors of “spontaneous” mutagenesis in mammals and man. Mutation Research/Fundamental and Molecular Mechanisms of Mutagenesis. 18 (2): 179—185. doi:10.1016/0027-5107(73)90034-1. ISSN 0027-5107.
- Матвеева В. Г., Керкис Ю. Я., Осипова Л. П. Мутагенный эффект пестицида ДДБ и хлоридина в костном мозге и половых клетках мышей // Генетика. 1973. Т. 9. № 2. С. 67-76.
- Матвеева В. Г., Керкис Ю. Я., Экштат Б. Я. Мутагенный эффект пестицида ДДБ в клетках костного мозга млекопитающих при длительном введении // Гигиена и санитария. 1973. № 1. С. 94-97.
- Керкис Ю. Я., Осетрова Т. Д., Логвинова В. В. и др. Генетические и физиологические (гуморальные) факторы, контролирующие индуцированный и спонтанный мутационный процесс у млекопитающих // Проблемы теоретической и прикладной генетики. Новосибирск: ИЦиГ СО АН СССР, 1973. С. 75-94.
- Керкис Ю. Я., Скорова С. В. Хромосомные нарушения в лейкоцитах у больных аллергией // Бюл. эксперим. биол. и медицины. 1974. № 3. С. 101–103.
- Серова И. А., Керкис Ю. Я. Цитогенетический эффект некоторых стероидных гормонов и изменение активности лизосомных ферментов in vitro// Генетика. 1974. Т. 10. № 3. С. 142–149.
- Матвеева В. Г., Керкис Ю. Я., Экштат Б. Я. К вопросу стандартизации тестирования мутагенной активности химических соединений // Гигиена и санитария. 1975. № 2. С. 87-90.
- Kerkis, Jul (1975). Some problems of spontaneous and induced mutagenesis in mammals and man. Mutation Research/Fundamental and Molecular Mechanisms of Mutagenesis. 29 (2): 271—277. doi:10.1016/0027-5107(75)90169-4. ISSN 0027-5107.
- Скорова С. В., Керкис Ю. Я. Исследование мутагенного эффекта гистамина и брадикинина в культуре клеток млекопитающих // Докл. АН СССР. 1977. Т. 232. № 2. С. 478–481.

### Науково-популярні огляди, інтерв'ю, спогади
- Керкис Ю. Я. Взаимодействие между мужскими и женскими тканями у гинандроморфов Drosophila // Природа. 1931. № 8. С. 806–809.
- Керкис Ю. Я. К вопросу о существовании явления перекреста хромозом // Природа. 1932. № 4. С. 320–336.
- Керкис Ю. Я. Всесоюзная конференция по планированию генетико-селекционных исследований (Ленинград, 1932, июнь) // Природа. 1932. № 10. С. 945–951.
- Керкис Ю. Я. Искусственное получение мутаций путем температурных воздействий (обзор) // Природа. 1933. № 7. С. 67-72.
- Керкис Ю. Я. Кроссинговер и мутации // Природа. 1933. № 1. С. 66-67.
- Керкис Ю. Я. Линейная структура хромосом // При-рода. 1934. № 7. С. 42-51.
- Керкис Ю. Я. Устойчивость и изменчивость генов // Природа. 1938. № 3. С. 64-78.
- О цитогенетическом действии малых доз ионизирующей радиации у млекопитающих (Беседа с Ю. Я. Керкисом) // Атомная энергия. 1959. Т. 6. №. 6. С. 690–691.
- Керкис Ю. Я., Красновидова С. С. Человек и природа // Биология в школе. 1966. № 6. С. 4-11.
- Керкис Ю. Я. Хромосомный портрет // Знание — сила. 1966. № 8. С. 15-16.
- Керкис Ю. Я., Полищук А. М. Цивилизация и наследственные болезни // Природа. 1969. № 1. С. 33-39.
- Керкис Ю. Я. Генетика пола // Биология в школе. 1969. № 1. С. 11-22.
- Керкис Ю. Я. Из воспоминаний генетика // Знание — сила. 1988. С. 52-59.
- Керкис Ю. Я. Неизвестные страницы из жизни Н. И. Вавилова // Природа. 1989. № 3. С. 97-102.
- Керкис Ю. Я. Как я стал овцеводом // Природа. 1995. № 5. С. 87-92.

### Підручники і рецензії, розділи в книгах
- Керкис Ю. Я. Ядро клеточное // Большая медицинская энциклопедия. 1964. Т. 35. С. 982–990.
- Керкис Ю. Я., Яснова Л. Н., Урженко А. В. Мутагенное действие экстрактов из различных органов облученных мышей // Радиотоксины, их природа и роль в биологическом действии радиации высокой энергии. М.: Атомиздат, 1966. С. 244–248.
- Беляев Д. К., Берг Р. Л., Воронцов Н. Н., Керкис Ю. Я. и др. Общая биология (Пособие для учителя) / Ред. Д. К. Беляев, Ю. Я. Керкис. М.: Просвещение, 1966. 320 с.
- Керкис Ю. Я. [Без названия. Рецензия на учебник: М. Е. Лобашев. «Генетика», изд. 2-е. Изд-во ЛГУ, 1967 г.] // Генетика. 1968. Т. 4. № 6. С. 185–186.
- Керкис Ю. Я. Генетика человека // Общая биология. 2-е дополненное издание. М.: Просвещение, 1974.

### Роботи з вівчарства
- Керкис Ю. Я., Заварзина Н. А. Искусственное вызывание многоплодия у гиссарских овец // Сельское хозяйство Таджикистана. 1943.
- Керкис Ю. Я. Методы племенной работы в гиссарском овцеводстве // [Рукопись. Инструкция, размноженная на ротапринте. Одобрена Ученым советом Ин-та животноводства Таджикской ССР и принята как основа в работе с породой. Архив: В делах Ин-та животноводства Академии наук Таджикистана]. 1949.
- Керкис Ю. Я. Значение ранних окотов в гиссарском овцеводстве // Сообщения Таджикского филиала АН СССР. Сталинабад: Изд-во Таджикского филиала АН СССР, 1950. Вып. 23. С. 27-29.
- Керкис Ю. Я. Некоторые актуальные вопросы организации отгонного животноводства в Таджикистане // [Рукопись, не подлежащая опубликованию. Архив: В делах Ин-та животноводства Академии наук Таджикистана]. 1950.
- Керкис Ю. Я. Опыт проведения осенних (зимних) окотов в племовцесовхозе Гиссар // Тр. Ин-та животноводства Академии наук Таджикистана. 1950.
- Керкис Ю. Я. Племовцесовхоз Гиссар. М.: Сельхозгиз, 1950. [Вводная статья во 2-м томе Госплемкниги гиссарских овец].
- Керкис Ю. Я. Как вырастить гиссарскую овцу (Опыт работы чабанов племовцесовхоза «Гиссар». Сталинабад: Изд-во АН Таджикской ССР, 1951. 36 с.
- Керкис Ю. Я. Значение предслучной подготовки маток и подкормки их в период суягности на результат зимовки и окота // Сообщения Таджикского филиала АН СССР. 1951.
- Керкис Ю. Я. Инструкция по бонитировке гиссарских овец // [Раздел в Инструкции по бонитировке грубошерстных и мясо-сальных овец, утвержденной министерством Сельского хозяйства СССР 17 апреля 1952 г.]. 1952.
- Стандарт для определения упитанности гиссарских овец в живом виде и по забою // ГОСТ 1952. [Составлен Ю. Я. Керкисом и принят Государственным Комитетом стандартизации. Рукопись и вся документация в делах Ин-та животноводства Академии наук Таджикской ССР].
- Керкис Ю. Я. Мясо-сальные качества и возможности сального откорма гиссарских овец // 1953. [Рукопись хранится в делах Ин-та животноводства Академии наук Таджикской ССР].